# Papírový dům
Papírový dům (v angličtině Money Heist a ve španělském originále La casa de papel) je španělský kriminální dramatický seriál. Seriál, který byl vytvořen Álexem Pinou, měl být původně limitovanou patnáctidílnou sérií rozdělenou do dvou řad. Původně se seriál vysílal od 2. května do 23. listopadu 2017 na španělské televizní stanici Antena 3. Později v roce 2017 ho převzal Netflix, který seriál předělal; první 9dílnou řadu rozdělil do 13 epizod a druhou 6dílnou řadu na 9 dílů. Třetí řada měla na Netflixu premiéru 19. července 2019 a čtvrtá řada 3. dubna 2020. V ten samý den byl na Netflixu také zveřejněn dokument o tom, proč a jak se seriál stal populární, obsahující rozhovory s autory a herci seriálu, pod názvem Papírový dům: Fenomén (v angličtině Money Heist: The Phenomenon a ve španělštině La casa de papel: El fenómeno). Dne 31. července 2020 Netflix oznámil prodloužení seriálu o finální pátou řadu, která byla rozdělena do dvou částí: první pětidílná část měla premiéru 3. září a druhá část 3. prosince 2021.
Dne 1. prosince 2020 byla oznámena příprava jihokorejského remaku seriálu Papírový dům, který bude mít premiéru v roce 2022 na Netflixu. Dne 3. září 2021 měla na Netflixu premiéru dokumentární minisérie Papírový dům: Z Tokia do Berlína (v angličtině Money Heist: From Tokyo to Berlin a ve španělštině La casa de papel: De Tokio a Berlín) ze zákulisí seriálu Papírový dům. Dne 30. listopadu 2021 bylo oznámeno, že Netflix připravuje spin-off seriál Berlín, který bude mít premiéru v roce 2023.

## Děj
Osm zlodějů, kteří nemají co ztratit, se pod vedením muže s přezdívkou „Profesor“ zabarikáduje s rukojmími v Královské španělské tiskárně cenin. Hlava zločinců manipuluje s policií, aby postupovala podle jeho plánu. Dále vykradnou Národní Španělskou Banku. 

## Obsazení

### Hlavní role
| Úrsula Corberó      | Silene „Tokio“ Oliveira                                            |
| Itziar Ituño        | Raquel „Lisabon“ Murillo                                           |
| Álvaro Morte        | Sergio „Profesor“ Marquina / Salvador „Salva“ Martín               |
| Paco Tous           | Agustín „Moskva“ Ramos (hlavní: řady 1–2; host: 3–4)               |
| Pedro Alonso        | Andrés „Berlín“ de Fonollosa (řady 1–4)                            |
| Alba Flores         | Ágata „Nairobi“ Jiménez (řady 1–4)                                 |
| Miguel Herrán       | Aníbal „Rio“ Cortés                                                |
| Jaime Lorente       | Daniel „Dani“ / Ricardo „Denver“ Ramos                             |
| Esther Acebo        | Mónica „Stockholm“ Gaztambide                                      |
| Enrique Arce        | Arturo „Arturito“ Román                                            |
| María Pedraza       | Alison Parker (první řada)                                         |
| Darko Perić         | Mirko „Helsinky“ Dragic                                            |
| Kiti Mánver         | María Victoria „Mariví“ Fuentes (hlavní: řady 1–2; host: řady 3–4) |
| Hovik Keuchkerian   | Bogotá (řady 3–4)                                                  |
| Rodrigo de la Serna | Martín „Palermo / Inženýr“ Berrote (řady 3–4)                      |
| Najwa Nimri         | Alicia Sierra (řady 3–5)                                           |
| Luka Peroš          | Marseille (vedlejší: třetí řada; hlavní: čtvrtá řada)              |
| Belén Cuesta        | Julia „Manila“ (host: třetí řada; hlavní: čtvrtá řada)             |
| Fernando Cayo       | plukovník Luis Tamayo (vedlejší: třetí řada; hlavní: čtvrtá řada)  |

### Vedlejší role
| Fernando Soto       | Ángel Rubio                                                            |
| Juan Fernández      | plukovník Luis Prieto                                                  |
| Mario de la Rosa    | Suárez                                                                 |
| Roberto Garcia Ruiz | Radko „Oslo“ Dragic / Dimitri Mostovói (vedlejší: řady 1–2; host: 3–4) |
| Naia Guz            | Paula Vicuña Murillo (vedlejší: řady 2–3; host: čtvrtá řada)           |
| Miquel García Borda | Alberto Vicuña (řady 1–2)                                              |
| Anna Gras           | Mercedes Colmenar (řady 1–2)                                           |
| Clara Alvarado      | Ariadna Cascales (první řada)                                          |
| Fran Morcillo       | Pablo Ruiz (druhá řada                                                 |
| Xavi Ortuzar        | Gómez (řady 3–4)                                                       |
| Pep Munné           | Mario Urbaneja (řady 3–4)                                              |
| José Manuel Poga    | César Gandía (řady 3–4)                                                |
| Ahikar Azcona       | Matías „Pamplona“ Caño (řady 3–4)                                      |
| Antonio Romero      | Benito Antoñanzas (řady 3–4)                                           |
| Olalla Hernández    | Amanda (řady 3–4)                                                      |
| Mari Carmen Sánchez | Paquita (řady 3–4)                                                     |
| Carlos Suárez       | Miguel Fernández (řady 3–4)                                            |

## Řady a díly
| Řada | Díly | Premiéra ve Španělsku | Premiéra ve Španělsku |
| Řada | Díly | První díl             | Poslední díl          |
| ---- | ---- | --------------------- | --------------------- |
| 1    | 9    | 2. května 2017        | 27. června 2017       |
| 2    | 6    | 16. října 2017        | 23. listopadu 2017    |

| Řada     | Díly     | Premiéra na Netflixu | Premiéra na Netflixu |
| -------- | -------- | -------------------- | -------------------- |
| 1        | 13       | 20. prosince 2017    | 20. prosince 2017    |
| 2        | 9        | 6. dubna 2018        | 6. dubna 2018        |
| 3        | 8        | 19. července 2019    | 19. července 2019    |
| 4        | 8        | 3. dubna 2020        | 3. dubna 2020        |
| dokument | dokument | 3. dubna 2020        | 3. dubna 2020        |
| 5        | 10       | 3. září 2021         | 3. prosince 2021     |

## Nominace a ocenění
| Rok  | Cena                                      | Kategorie                                                                          | Nominovaní | Výsledek  |
| ---- | ----------------------------------------- | ---------------------------------------------------------------------------------- | --- | --------- |
| 2017 | Premios Iris                              | Nejlepší scénář                                                                    | Álex Pina, Esther Martínez Lobato, David Barrocal, Pablo Roa, Esther Morales, Fernando Sancristóbal a Javier Gómez Santander | vítězství |
| 2017 | FesTVal                                   | Nejlepší réžie (fikce)                                                             | Jesús Colmenar, Alejandro Bazzano, Miguel Ángel Vivas a Álex Rodrigo                                                         | nominace  |
| 2017 | FesTVal                                   | Nejlepší fikce (podle kritiků)                                                     | Papírový dům | nominace  |
| 2017 | Fotogramas de Plata                       | Cena diváků – Nejlepší španělský seriál                                            | Papírový dům | vítězství |
| 2017 | Fotogramas de Plata                       | Nejlepší televizní herec                                                           | Pedro Alonso | nominace  |
| 2018 | Mezinárodní ceny Emmy                     | Nejlepší dramatický seriál                                                         | Papírový dům | vítězství |
| 2018 | Premios Iris                              | Nejlepší herečka                                                                   | Úrsula Corberó | vítězství |
| 2018 | Premios Iris                              | Nejlepší seriál                                                                    | Papírový dům | nominace  |
| 2018 | MiM Series                                | Nejlepší režie                                                                     | Jesús Colmenar, Alejandro Bazzano, Miguel Ángel Vivas a Álex Rodrigo                                                         | vítězství |
| 2018 | Golden Nymph Awards                       | Nejlepší dramatický televizní seriál                                               | Papírový dům | vítězství |
| 2018 | Premios de la Unión de Actores y Actrices | Nejlepší televizní herec ve vedlejší roli                                          | Pedro Alonso | vítězství |
| 2018 | Premios de la Unión de Actores y Actrices | Nejlepší televizní herečka ve vedlejší roli                                        | Alba Flores | nominace  |
| 2018 | Premios de la Unión de Actores y Actrices | Nejlepší televizní herec                                                           | Álvaro Morte a Jaime Lorente                                                                                                 | nominace  |
| 2018 | Premios de la Unión de Actores y Actrices | Nejlepší stand-out herečka                                                         | Esther Acebo | nominace  |
| 2018 | Premios Fénix                             | Nejlepší seriál                                                                    | Papírový dům | nominace  |
| 2018 | Luchon Film Festival                      | Cena diváků                                                                        | Papírový dům | vítězství |
| 2018 | Luchon Film Festival                      | Cena španělské poroty                                                              | Papírový dům | vítězství |
| 2018 | Camille Awards                            | Hudební skladatel                                                                  | Iván Martínez Lacámara a Manel Santisteban                                                                                   | nominace  |
| 2018 | Camille Awards                            | Produkční společnost                                                               | Vancouver Media | nominace  |
| 2018 | Premios Feroz                             | Nejlepší dramatický seriál                                                         | Papírový dům | nominace  |
| 2018 | Premios Feroz                             | Nejlepší herečka v hlavní roli seriálu                                             | Úrsula Corberó | nominace  |
| 2018 | Premios Feroz                             | Nejlepší herec v hlavní roli seriálu                                               | Álvaro Morte | nominace  |
| 2018 | Premios Feroz                             | Nejlepší herečka ve vedlejší roli seriálu                                          | Alba Flores | nominace  |
| 2018 | Premios Feroz                             | Nejlepší herec ve vedlejší roli seriálu                                            | Paco Tous | nominace  |
| 2019 | Premios Iris                              | Nejlepší herec                                                                     | Álvaro Morte | vítězství |
| 2019 | Premios Iris                              | Nejlepší herečka                                                                   | Alba Flores | vítězství |
| 2019 | Premios Iris                              | Nejlepší režie                                                                     | Jesús Colmenar, Álex Rodrigo, Koldo Serra a Javier Quintas                                                                   | vítězství |
| 2019 | Premios Iris                              | Nejlepší fikce                                                                     | Papírový dům | vítězství |
| 2019 | Premios Iris                              | Nejlepší produkce                                                                  | Cristina López Ferrar | vítězství |
| 2019 | Premios de la Unión de Actores y Actrices | Hlavní mužská role                                                                 | Álvaro Morte | vítězství |
| 2019 | Premios de la Unión de Actores y Actrices | Hlavní ženská role                                                                 | Alba Flores | nominace  |
| 2019 | Premios de la Unión de Actores y Actrices | Vedlejší mužská role                                                               | Jaime Lorente | nominace  |
| 2020 | Premios Feroz                             | Nejlepší dramatický seriál                                                         | Papírový dům | nominace  |
| 2020 | Premios Feroz                             | Nejlepší herec v hlavní roli seriálu                                               | Álvaro Morte | nominace  |
| 2020 | Premios Feroz                             | Nejlepší herečka ve vedlejší roli seriálu                                          | Alba Flores | nominace  |
| 2020 | Fotogramas de Plata                       | Cena diváků – Nejlepší španělský seriál                                            | Papírový dům | nominace  |
| 2020 | Fotogramas de Plata                       | Nejlepší televizní herec                                                           | Álvaro Morte | nominace  |
| 2020 | Premios de la Unión de Actores y Actrices | Menší mužská role                                                                  | Fernando Cayo | vítězství |
| 2020 | Premios de la Unión de Actores y Actrices | Hlavní ženská role                                                                 | Alba Flores | nominace  |
| 2020 | Ceny Platino                              | Nejlepší minisérie nebo televizní seriál                                           | Papírový dům | vítězství |
| 2020 | Ceny Platino                              | Nejlepší mužský herecký výkon v minisérii nebo televizním seriálu                  | Álvaro Morte | vítězství |
| 2020 | Ceny Platino                              | Nejlepší ženský herecký výkon v minisérii nebo televizním seriálu                  | Úrsula Corberó | nominace  |
| 2020 | Ceny Platino                              | Nejlepší ženský herecký výkon ve vedlejší roli v minisérii nebo televizním seriálu | Alba Flores | vítězství |
| 2021 | Forqué Awards                             | Nejlepší seriál                                                                    | Papírový dům | nominace  |
| 2021 | Fotogramas de Plata                       | Nejlepší televizní herečka                                                         | Itziar Ituño | nominace  |